# Ленгберг
Ленгберг — средневековый замок в Австрии. Находится в Восточном Тироле, расположен на небольшом холме в северной части долины Дравы. Первое упоминание о замке относится к 1190 году. Землетрясение в 1976 году нанесло серьезный ущерб зданию, поэтому пришлось проводить ремонтные работы. С середины 1970-х годов используется как молодёжный центр.

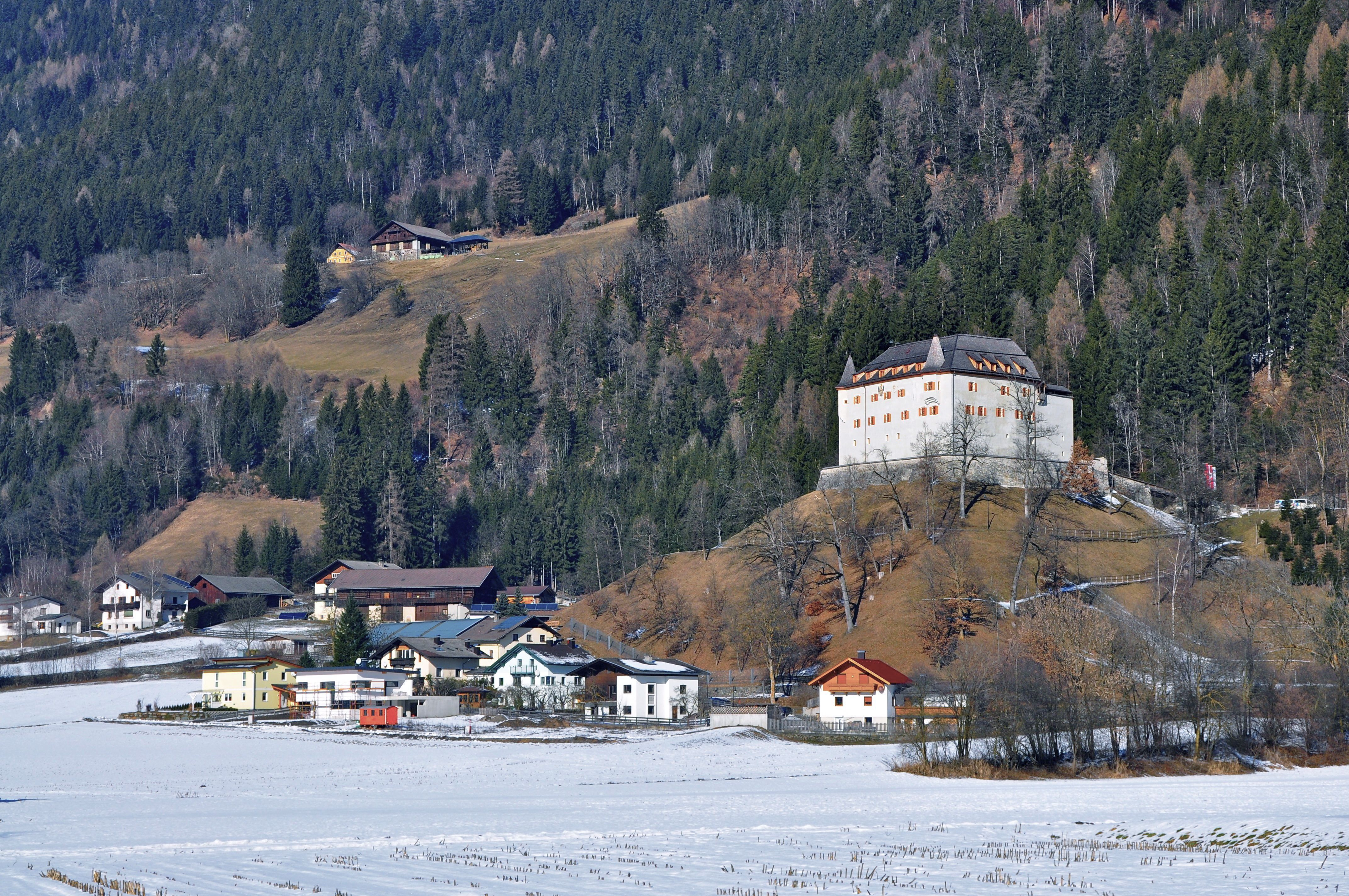

## Археологические находки
Во время ремонта замка были вскрыты половицы и архитекторы обнаружили уникальные вещи, которые сильно обветшали, но стали подлинным свидетельством того, что некоторые детали женского туалета носили на много сотен лет раньше, чем это было принято считать в кругах специалистов по изучению истории одежды до этого.
В частности, археологи обнаружили самый древний сохранившийся бюстгальтер.
Беатрикс Нуц из университета Инсбрук, которая и обнаружила для науки раритетные артефакты, говорит о том, что столкнулась с недоверием относительно своей находки, но был сделан радиоуглеродный анализ и подлинность белья XV века установлена как полагают безошибочно (было сшито в период с 1440 по 1485 год).
Считается, что они были случайно захоронены, когда 1480 году здание расширялось. Всего было найдено около 2700 фрагментов текстиля средневековья. Вещи были завернуты в одеяло. По мнению историков, открытие представляет собой большую ценность для истории женского костюма.